# Road Rash II
Road Rash II es un videojuego de carreras y combate vehicular desarrollado y publicado por Electronic Arts (EA) para Sega Genesis. El juego se centra en una serie de carreras de motos de carretera a lo largo de los Estados Unidos que el jugador debe ganar para avanzar a carreras de mayor dificultad, mientras participa en carreras desarmadas y combate armado para obstaculizar a los otros corredores. Es la segunda entrega de la serie Road Rash e introduce un modo de dos jugadores en pantalla dividida para jugadores humanos que compiten, cargas de óxido nitroso en ciertas motos y cadenas como armas ofensivas.
EA comenzó el desarrollo de Road Rash II antes del final de la temporada navideña de 1991 y el juego fue lanzado antes del final de la temporada navideña de 1992. Road Rash II recibió elogios de la crítica y el éxito comercial, y los críticos apreciaron las imágenes y la adición del modo multijugador al tiempo que señalaron la falta de innovación en el juego fundamental. Una conversión para Game Boy Color fue desarrollada por 3d6 Games y lanzada bajo el título Road Rash en 2000. El juego vio lanzamientos adicionales en el título de compilación PlayStation Portable EA Replay en 2006 y en Sega Genesis Mini en 2019.

## Jugabilidad
Road Rash II pone al jugador en control de un corredor de motocicletas que debe terminar en tercer lugar o más alto entre otros catorce corredores; el jugador avanza a lo largo de los cinco niveles del juego ganando cinco carreras en cada nivel. Las carreras del juego tienen lugar en una serie de escenarios en los Estados Unidos, que consisten en Hawaii, Arizona, Tennessee, Alaska y Vermont. Durante una carrera, el corredor puede frenar, acelerar y atacar a los oponentes vecinos. El corredor golpeará al oponente más cercano con una entrada predeterminada, mientras que mantener presionado un botón direccional durante la entrada dará como resultado un revés o una patada. Algunos oponentes manejan armas como clubes y cadenas, que el corredor puede tomar y usar si el oponente es atacado mientras sostiene el arma para golpear. El corredor puede ser expulsado de su bicicleta si choca contra un obstáculo (como rocas, automóviles, ciervos y vacas) o si se quedan sin resistencia (que se muestra en la esquina inferior izquierda de la pantalla) debido a peleas con oponentes. En este caso, el corredor correrá automáticamente hacia su bicicleta, aunque el jugador puede alterar su curso y evitar el tráfico entrante con los botones direccionales, o quedarse quieto manteniendo presionado el botón de entrada del freno. Los oponentes también serán expulsados de su moto si se agota su propia resistencia. La resistencia del oponente más cercano es visible en la esquina inferior derecha de la pantalla, y el color de ambos medidores de resistencia cambia de verde a rojo a medida que se agotan.
El corredor comienza el juego con $1,000 y gana premios en efectivo por cada carrera exitosa. El jugador puede acceder a una tienda desde el menú principal del juego para ver motos de diferentes pesos, velocidades y capacidades de dirección, y el jugador puede comprar una moto nueva con el dinero que ha acumulado. Ciertas motos están equipadas con una serie de cargas de óxido nitroso, que pueden proporcionar una explosión de velocidad si el jugador presiona rápidamente el botón de entrada de aceleración dos veces. El jugador recibirá una contraseña al final de una carrera exitosa, que se puede ingresar en una pantalla de ingreso de contraseña en una sesión posterior para mantener el progreso del jugador. El jugador avanzará al siguiente nivel después de ganar una carrera en las cinco pistas del juego. Con cada nivel subsiguiente, los premios en efectivo aumentan, los cursos se vuelven más largos y los oponentes se vuelven más agresivos. El jugador gana el juego ganando una carrera en cada pista en los cinco niveles.
La moto tiene su propio "medidor de condición" entre los medidores de resistencia del corredor y de los oponentes, que disminuye cada vez que el corredor sufre un choque. La bicicleta se arruinará si el medidor se agota por completo, lo que finaliza la participación del jugador en la carrera actual y deduce el costo de una factura de reparación del saldo del corredor. Oficiales motorizados hacen apariciones esporádicas a lo largo de las pistas del juego y también pueden terminar la participación del jugador si detienen al corredor después de un accidente, lo que deduce el costo de una multa de su saldo. Con cada nivel subsiguiente, las facturas de reparación y las multas se vuelven más costosas y los oficiales aparecen con más frecuencia. Si el corredor carece de fondos para cubrir una factura de reparación o una multa, el juego finalizará prematuramente.
Road Rash II cuenta con un modo de dos jugadores que puede ser jugado intermitentemente entre jugadores o simultáneamente con el uso de una pantalla dividida. Dos jugadores pueden competir entre sí junto con otros corredores controlados por computadora o participar en el modo "Mano a Mano", en el que los dos jugadores humanos son los únicos corredores que compiten en la pista. En este modo, los jugadores pueden seleccionar un arma para empuñar antes del comienzo de la carrera, y no se gana ni se pierde dinero, aunque los oficiales siguen apareciendo como un obstáculo y pueden terminar la carrera si detienen a uno de los jugadores. La versión de Game Boy Color también cuenta con un modo de dos jugadores mediante el uso del Game Link Cable.

## Desarrollo y lanzamiento
Antes de la conclusión de la temporada navideña de 1991, EA decidió crear una secuela de Road Rash, y fijó una fecha límite para la siguiente Navidad. Aunque el equipo de desarrollo consideró que el plazo era ajustado debido a la duración del desarrollo del juego anterior, el marco establecido proporcionado por el título anterior permitió al equipo concentrarse en mejorar la jugabilidad y las imágenes para la secuela. El equipo de desarrollo de Road Rash II constaba de tres programadores, cinco artistas gráficos y cuatro constructores de pistas. Los miembros del equipo que regresan del juego anterior incluyen al productor y diseñador Randy Breen, el diseñador y programador Dan Geisler, el programador Walt Stein y los artistas Arthur Koch y Peggy Brennan. Carl Mey, el director técnico del Road Rash original, fue ascendido a Director de Tecnología en EA luego del desarrollo del primer juego y, por lo tanto, tuvo una participación limitada en la secuela. El puesto de director de juego de Mey fue heredado por Kevin McGrath, y Mey dejarían EA para trabajar para Sega antes de la conclusión del desarrollo de Road Rash II.
Breen amplió la configuración de la secuela para explorar los Estados Unidos fuera de la configuración de California del juego anterior. Breen explicó que "trataba de mantener una cierta progresión a través de la fantasía del producto, que consistía en que el primer 'Road Rash' era algo orientado a las raíces. Sucedía localmente, y la gente corría estas carreras a escondidas y hacía en caminos secundarios donde nadie sabía de ellos, una especie de Fight Club cosa. Y gradualmente se expandieron hacia afuera ". Para las ubicaciones del juego, algunos de los artistas incorporaron fotos reduciendo sus colores, mientras que otros usaron las fotos como referencia y dibujaron las ubicaciones desde cero. Road Rash II introdujo la cadena como un arma ofensiva. Para crear material de referencia sobre la mecánica corporal de balancear una cadena, Koch se filmó a sí mismo realizando la acción. La expansión a un formato de 8 megabits de los 5 megabits del juego original permitió al equipo implementar un modo de dos jugadores en pantalla dividida que no pudieron incorporar en el título anterior. Geisler tardó aproximadamente tres meses en crear la pantalla dividida para dos jugadores. Road Rash II incluye cinemáticas que se reproducen al final de una carrera, que se conceptualizaron como una recompensa basada en el rendimiento del jugador. Koch editó y creó las escenas en baja resolución para que cupieran en la memoria de la consola. Los personajes de las escenas tenían diez píxeles de alto y el equipo de desarrollo se refirió informalmente a ellos como "pequeños tipos".
La inteligencia artificial de los corredores oponentes se mejoró para que sea menos predecible y más individualista; ciertos corredores estarían más enfocados en la carretera que en el corredor humano, mientras que otros serían más agresivos. Los oficiales motorizados también se mejoraron con la capacidad de recibir daño y luchar contra el jugador, después de que anteriormente fueran inmunes a los ataques de los jugadores y estuvieran restringidos a chocar contra los corredores en el primer juego; Koch afirmó que "'Road Rash II' fue el primer juego en el que un policía podía vencer y ser derrotado". La controversia rodeó esta característica debido a la reciente paliza de Rodney King, lo que hizo que el equipo de desarrollo no estuviera seguro de su incorporación. Algunas características nuevas potenciales que se omitieron debido a las limitaciones del hardware incluyen las condiciones climáticas y una moto estilo Harley-Davidson. El audio del juego fue creado por Rob Hubbard, Don Veca y Tony Berkeley. Las bromas de los personajes del juego y el folleto de instrucciones fueron escritos por Jamie Poolos. La Yamaha FZR1000 amarilla que aparecía en la portada era la propia bicicleta de Breen, y luego aparecería en los videos de movimiento completo de las versiones de 32 bits de Road Rash.
Road Rash II fue lanzado en Norteamérica y Europa en diciembre de 1992. Las versiones para Master System y Game Gear se anunciaron en diciembre de 1994, pero no se lanzaron. La versión de Game Boy Color fue desarrollada por 3d6 Games, con gráficos creados por Stoo Cambridge. Esta versión se titula simplemente Road Rash a pesar de ser una conversión del segundo título. El juego se anunció en octubre de 2000, se lanzó en diciembre y cuenta con compatibilidad con rumble integrado en su cartucho. La versión de Génesis de Road Rash II, junto con el original Road Rash y Road Rash 3, se incluyó en el título recopilatorio de PlayStation Portable EA Replay en 2006. Road Rash II fue uno de los títulos que se incluyeron en la consola Sega Genesis Mini, que se lanzó el 19 de septiembre de 2019.

## Recepción
Road Rash II recibió elogios de la crítica tras su lanzamiento. Skid y Brody de Diehard GameFan elogiaron las mejoras generales en la jugabilidad, particularmente la adición del modo de dos jugadores. Richard Leadbetter y Radion Automatic de Mean Machines Sega elogiaron el modo de dos jugadores, las bicicletas adicionales, las imágenes rápidas y los fondos variados, pero sintieron que la jugabilidad fundamental apenas cambió con respecto al título anterior. y consideraron que la música era inferior a la del juego original. Gideon de GamePro agradeció la inclusión del modo de pantalla dividida para dos jugadores, cuya falta sintió que "evitó que el primer Road Rash alcanzara el estado de 'clásico instantáneo'". , y consideró que la secuela es "una mejora notable en un juego que ya es excelente". Además, describió los gráficos como "nítidos", "suaves y creíbles", y los temas musicales como "modernos". Anthony Mansour de Mega Zone aprobó la adición de cargas de nitro y la capacidad de vencer a los oficiales. Brian Costelloe, de la misma publicación, atribuyó la calidad adictiva del juego al mayor desafío y agradeció las adiciones de la cadena y el modo de dos jugadores, pero encontró dificultades para recomendar el título a quienes ya poseen el primer juego. Paul Wooding y Adrian Pitt de Sega Force advirtieron a los lectores sobre la similitud del juego con su predecesor, pero elogiaron los modos multijugador como "mágicos" y la sensación de velocidad y los efectos gráficos como "increíbles". Los cuatro reseñantes de Electronic Gaming Monthly consideraron que la jugabilidad aún era sólida y divertida, pero vieron poca diferencia en ese factor con respecto a su predecesor y se sintieron decepcionados por la falta de detalles en el modo de dos jugadores. gráficos en comparación con la campaña para un jugador, aunque se dijo que el audio "realmente destaca".
Las ventas de Road Rash II superaron las de su predecesor. En su mes de debut, Road Rash II fue el sexto título de Génesis más vendido en Babbage's, y se mantuvo dentro de la lista de los diez primeros durante los siguientes seis meses. Road Rash II apareció por primera vez en Blockbuster Video en los títulos de Genesis de mayor alquiler en el puesto #7, y se ubicó entre los diez primeros en cinco meses posteriores. Mega colocó el juego en el puesto 19 en sus mejores juegos de Mega Drive de todos los tiempos, y el juego ha sido incluido en las listas "mejores juegos de todos los tiempos" de Stuff y FHM.
Shawn Smith de Electronic Gaming Monthly escribió positivamente sobre la versión de Game Boy Color; elogió el efecto de escala "impresionante" en las pistas como la característica más impresionante del juego y elogió sus controles "sorprendentemente sólidos" y su nivel de desafío. Sin embargo, señaló que las pistas eran en gran medida similares entre sí, lo que eventualmente llevó al aburrimiento.